# Changjo
Choi Jong-hyun (coréen: 최종현; né le 16 novembre 1995), mieux connu sous son nom de scène Changjo (coréen: 창조), est un chanteur, danseur, acteur et compositeur sud-coréen. Il est surtout connu pour être le danseur principal, chanteur et le plus jeune membre du boys band sud-coréen Teen Top.

## Filmographie

### Film
| Année | Titre     | Notes           |
| ----- | --------- | --------------- |
| 2015  | Mac Girls | Rôle principal, |

### Dramas
| Année     | Titre          | Chaîne      |
| --------- | -------------- | ----------- |
| 2010      | I Am Legend    | SBS         |
| 2014-2015 | Sweden Laundry | MBC Every 1 |